# Championnat de Belgique de football de troisième division 1956-1957
Navigation
saison précédente saison suivante
Le Championnat de Belgique de football Division 3 1956-1957 est la 28e édition du championnat de troisième niveau national de football en Belgique. Il conserve le même format que la saison précédente, à savoir deux séries de 16 équipes, qui se rencontrent deux fois chacune pendant la saison. Les deux champions sont promus en Division 2, tandis que les deux derniers de chaque série sont relégués en Promotion.
Ce championnat voit les promus de Diest obtenir une deuxième montée consécutivte. Les Brabançons flamands devancent Herentals pour accéder au deuxième niveau national pour la première fois de leur histoire. Dans la Série B, l'Eendracht Alost gagner le droit de retrouver la Division 2, six après l'avoir quittée. Les « Oignons » tiennent le SV Waregem en respect pour conquérir le titre.
Au niveau des relégations en Promotion, on peut dire « vite monté, vite descendu » à propos du SRU Verviers. Le 2e club de la cité lainière avait conquis deux titres successifs en 1953 et 1954. Il subit cette fois une 2e descente de rang et se retrouve à son point de départ. L'US Tournai glisse également d'un étage, trois ans après avoir quitté la D2. Mol Sport est aussi renvoyé en « D4 », deux ans après en être sorti. Le quatrième descendant est le Vigor Hamme.

## Clubs participants 1956-1957
32 clubs participent à cette édition, soit le même nombre que lors du championnat précédent. Les clubs dont le matricule est indiqué en gras existent encore en 2014.

### Série A

#### Localisations Série A
| \| Liège: · R. FC Sérésien · R. Racing FC Montegnée · + · AS Herstalienne SR Tubantia OLSE Merksem FC Turnhout Mol Sp. Herentals Diest St. Louvain DC Louvain V. Tienen Tongres Liège SRU Verviers UR Namur Arlon \| Localisation des clubs engagés en Division 3A 1956-1957 |
| Liège: · R. FC Sérésien · R. Racing FC Montegnée · + · AS Herstalienne SR Tubantia OLSE Merksem FC Turnhout Mol Sp. Herentals Diest St. Louvain DC Louvain V. Tienen Tongres Liège SRU Verviers UR Namur Arlon                                                               |

#### Participants Série A
| #  | Nom                                                   | Mat. | Ville      | Stades                   | En D3 depuis    | Total en D3 | Saison préc.      |
| -- | ----------------------------------------------------- | ---- | ---------- | ------------------------ | --------------- | ----------- | ----------------- |
| 1  | Skill Racing Union Verviers                           | 34   | Verviers   | stade de Bielmont        | 1956-1957 (1re) | 9 saisons   | Division 2 15e    |
| 2  | Koninklijke Football Club Herentals                   | 97   | Herentals  | ??                       | 1956-1957 (1re) | 12 saisons  | Division 2 16e    |
| 3  | Royal Football Club Sérésien                          | 17   | Seraing    | stade du Pairay          | 1952-1953 (5e)  | 10 saisons  | 11e Série B       |
| 4  | Royal Stade Louvaniste                                | 18   | Louvain    | ??                       | 1953-1954 (4e)  | 11 saisons  | 13e Série B       |
| 5  | Koninklike Tongerse Sportvereniging Cercle            | 54   | Tongres    | ??                       | 1952-1953 (5e)  | 15 saisons  | 9e Série B        |
| 6  | Koninklijkie Tubantia Football Club                   | 64   | Borgerhout | Riviernhof               | 1954-1955 (3e)  | 9 saisons   | 3e Série A        |
| 7  | Royal Racing Football Club Montegnée                  | 77   | Montegnée  | ??                       | 1954-1955 (3e)  | 18 saisons  | 12e Série B       |
| 8  | Association Sportive Herstalienne Société Royale      | 82   | Herstal    | ??                       | 1952-1953 (5e)  | 20 saisons  | 8e Série B        |
| 9  | Koninklijke Football Club Turnhout                    | 148  | Turnhout   | Villapark                | 1952-1953 (5e)  | 5 saisons   | 2e Série B        |
| 10 | Union Royale Namur                                    | 156  | Namur      | stade des Champs-Elysées | 1950-1951 (7e)  | 19 saisons  | 4e Série B        |
| 11 | Koninklijke Daring Club Leuven                        | 223  | Kessel-Lo  | ??                       | 1952-1953 (5e)  | 19 saisons  | 5e Série B        |
| 12 | Koninklijke Mol Sport                                 | 852  | Mol        | ??                       | 1955-1956 (2e)  | 8 saisons   | 6e Série B        |
| 13 | Voorwaarts Tienen                                     | 3229 | Tirlemont  | ??                       | 1951-1952 (6e)  | 7 saisons   | 7e Série B        |
| 14 | Koninklijke Football Club Diest                       | 41   | Diest      | De Warande               | 1956-1957 (1re) | 8 saisons   | 1er Prom. Série D |
| 15 | Royale Jeunesse Arlonaise                             | 143  | Arlon      | Beau Site                | 1956-1957 (1re) | 19 saisons  | 1er Prom. Série C |
| 16 | Kon. Oudde-Leerlingen St-Augustinus Merksem Sportclub | 544  | Merksem    | ??                       | 1956-1957 (1re) | 6 saisons   | 1er Prom. Série B |

### Série B
| #  | Nom                                       | Mat. | Ville       | Stades             | En D3 depuis    | Total en D3 | S. précédente     |
| -- | ----------------------------------------- | ---- | ----------- | ------------------ | --------------- | ----------- | ----------------- |
| 1  | Royal Racing Club de Gand                 | 11   | Gand        | E. Hielstadion     | 1955-1956 (2e)  | 12 saisons  | 14e Série A       |
| 2  | Royale Union Sportive Tournaisienne       | 26   | Tournai     | stade G. Horlait   | 1954-1955 (3e)  | 20 saisons  | 13e Série A       |
| 3  | Royal Albert Elisabeth Club Mons          | 44   | Mons        | stade Ch. Tondreau | 1952-1953 (5e)  | 25 saisons  | 10e Série A       |
| 4  | Royal Football Club Renaisien             | 46   | Renaix      | Parc Lagache       | 1953-1954 (4e)  | 9 saisons   | 9e Série A        |
| 5  | Royal Cercle Sportif La Forestoise        | 51   | Forest      | stade communal     | 1953-1954 (4e)  | 7 saisons   | 3e Série B        |
| 6  | Royal Club Sportif Schaerbeek             | 55   | Schaerbeek  | Parc Josaphat      | 1947-1948 (10e) | 14 saisons  | 14e Série B       |
| 7  | Koninklijke Willebroekse Sportvereniging  | 85   | Willebroek  | ??                 | 1953-1954 (4e)  | 17 saisons  | 5e Série A        |
| 8  | Koninklijke Sportclub Eendracht Aalst     | 90   | Alost       | Bredestraat        | 1951-1952 (6e)  | 9 saisons   | 4e Série A        |
| 9  | Royale Association Athlétique Louviéroise | 93   | La Louvière | ??                 | 1954-1955 (3e)  | 16 saisons  | 6e Série A        |
| 10 | Royal Sporting Club Boussu-Bois           | 167  | Boussu      | ??                 | 1948-1949 (9e)  | 10 saisons  | 12e Série A       |
| 11 | Koninklijke Football Club Vigor Hamme     | 211  | Hamme       | ??                 | 1952-1953 (5e)  | 7 saisons   | 11e Série A       |
| 12 | Royal Sporting Club Union & Progrès Jette | 474  | Jette       | ??                 | 1955-1956 (2e)  | 11 saisons  | 10e Série B       |
| 13 | Koninklijkie Football Club Izegem         | 935  | Izegem      | ??                 | 1955-1956 (2e)  | 9 saisons   | 7e Série A        |
| 14 | Sportkring Beveren-Waas                   | 2300 | Beveren     | Freethiel          | 1949-1950 (8e)  | 8 saisons   | 8e Série A        |
| 15 | Koninklijke Sportvereniging Waregem       | 4451 | Waregem     | Gaverbeek          | 1954-1955 (3e)  | 7 saisons   | 2e Série A        |
| 16 | Koninklijke Football Club Eeklo           | 231  | Eeklo       | ??                 | 1956-1957 (1re) | 3 saisons   | 1er Prom. Série A |

### Localisations Série B
| \| Willebroek Izegem Waregem Beveren Eeklo RC Gand Hamme Alost Schaerbeek La Forestoise SCUP Jette FC Renaisien US Tournai Boussu Mons La Louvière \| Localisation des clubs engagés en Division 3B 1956-1957 |
| Willebroek Izegem Waregem Beveren Eeklo RC Gand Hamme Alost Schaerbeek La Forestoise SCUP Jette FC Renaisien US Tournai Boussu Mons La Louvière                                                               |

## Résultats et Classements
- Le nom des clubs est celui employé à l'époque

Légende
- Clubs champions et promus en Division 2 la saison suivante
- Clubs relégués en Promotion la saison suivante

Abréviations
 : club relégué de « Division 2 » depuis la saison précédente
 : Clubs promus de « Promotion » depuis la saison précédente

### Classement final - Division 3A
| Rang | Équipe                 | Pts | J  | G  | N | P  | Bp | Bc | Diff |
| ---- | ---------------------- | --- | -- | -- | - | -- | -- | -- | ---- |
| 1    | K. FC DIEST            | 43  | 30 | 19 | 5 | 6  | 84 | 49 | +35  |
| 2    | K. FC Herentals        | 39  | 30 | 17 | 5 | 8  | 60 | 37 | +23  |
| 3    | Union Royale Namur     | 37  | 30 | 14 | 9 | 7  | 76 | 49 | +27  |
| 4    | K. FC Turnhout         | 36  | 30 | 15 | 6 | 9  | 69 | 46 | +23  |
| 5    | K. Tongerse SV Cercle  | 35  | 30 | 15 | 5 | 10 | 70 | 66 | +4   |
| 6    | R. FC Sérésien         | 32  | 30 | 13 | 6 | 11 | 52 | 53 | -1   |
| 7    | R. Jeunesse Arlonaise  | 30  | 30 | 11 | 8 | 11 | 55 | 55 | 0    |
| 8    | K. Olse Merksem SC     | 30  | 30 | 12 | 6 | 12 | 54 | 54 | 0    |
| 9    | R. Stade Louvaniste    | 29  | 30 | 11 | 7 | 12 | 47 | 55 | -8   |
| 10   | Voorwaarts Tienen      | 29  | 30 | 11 | 7 | 12 | 50 | 52 | -2   |
| 11   | R. Racing FC Montegnée | 26  | 30 | 9  | 8 | 13 | 66 | 74 | -8   |
| 12   | K. Tubantia FC         | 26  | 30 | 10 | 6 | 14 | 52 | 55 | -3   |
| 13   | K. Daring Club Leuven  | 24  | 30 | 8  | 8 | 14 | 37 | 49 | -12  |
| 14   | AS Hestalienne SR      | 23  | 30 | 9  | 5 | 16 | 43 | 64 | -21  |
| 15   | SRU Verviers           | 21  | 30 | 9  | 3 | 18 | 55 | 78 | -23  |
| 16   | K. Mol Sport           | 20  | 30 | 9  | 2 | 19 | 39 | 73 | -34  |

### Classement final - Division 3B
| Rang | Équipe                | Pts | J  | G  | N | P  | Bp | Bc | Diff |
| ---- | --------------------- | --- | -- | -- | - | -- | -- | -- | ---- |
| 1    | K. SC EENDRACHT AALST | 49  | 30 | 23 | 3 | 4  | 73 | 34 | +39  |
| 2    | K. SV Waregem         | 44  | 30 | 19 | 6 | 5  | 56 | 22 | +34  |
| 3    | K. Willebroekse SV    | 37  | 30 | 14 | 9 | 7  | 51 | 41 | +10  |
| 4    | R. CS Schaerbeek      | 36  | 30 | 14 | 8 | 8  | 47 | 29 | +18  |
| 5    | R. FC Renaisien       | 32  | 30 | 13 | 6 | 11 | 52 | 47 | +5   |
| 6    | R. RC de Gand         | 30  | 30 | 12 | 6 | 12 | 66 | 52 | +14  |
| 7    | K. FC Eeklo           | 29  | 31 | 11 | 7 | 13 | 49 | 45 | +4   |
| 8    | K. FC Izegem          | 29  | 30 | 13 | 3 | 14 | 57 | 54 | +3   |
| 9    | R. CS La Forestoise   | 28  | 30 | 12 | 4 | 14 | 55 | 56 | -1   |
| 10   | R. AA Louviéroise     | 28  | 30 | 13 | 2 | 15 | 46 | 40 | +6   |
| 11   | R. SCUP Jette         | 27  | 30 | 10 | 7 | 13 | 37 | 44 | -7   |
| 12   | SK Beveren-Waas       | 26  | 30 | 10 | 6 | 14 | 39 | 70 | -31  |
| 13   | R. AEC Mons           | 24  | 30 | 9  | 6 | 15 | 51 | 52 | -1   |
| 14   | R. SC Boussu-Bois     | 24  | 30 | 10 | 4 | 16 | 40 | 64 | -24  |
| 15   | K. FC Vigor Hamme     | 20  | 30 | 6  | 8 | 16 | 34 | 67 | -33  |
| 16   | R. US Tournaisienne   | 17  | 30 | 5  | 7 | 18 | 35 | 71 | -36  |

### Meilleurs buteurs
- Série A : ?
- Série B : ?

## Récépitulatif  la saison
- Champion A: K. FC Diest (1er titre en D3)
- Champion B: K. SC Eendracht Aalst (2e titre en D3)

- Treizième titre de D3 pour la Province de Brabant
- Dixième titre de D3 pour la Province de Flandre orientale

| Région flamande (15)            | Région flamande (15) | Province de Brabant (7)      | Province de Brabant (7) | Région wallonne (10)   | Région wallonne (10) |
| ------------------------------- | -------------------- | ---------------------------- | ----------------------- | ---------------------- | -------------------- |
| Province d'Anvers               | 6                    | Région de Bruxelles-Capitale | 3                       | Province de Hainaut    | 4                    |
| Province de Flandre-Occidentale | 2                    | Province du Brabant flamand  | 4                       | Province de Liège      | 4                    |
| Province de Flandre-Orientale   | 6                    | Province du Brabant wallon   | 0                       | Province de Luxembourg | 1                    |
| Province de Limbourg            | 1                    |                              |                         | Province de Namur      | 1                    |

1. ↑  Au niveau footballistique, la province de Brabant est toujours unitaire malgré sa partition territoriale en 1995.

### Admission / Relégation
Le FC Diest gagne le droit de devenir le 99e club différent à atteindre le deuxième niiveau national du football belge (le 18e cercle de la Province de Brabant). L'Eendracht Alost l'accompagne et retrouve la Division 2 six ans après l'avoir quittée. Ces deux montants remplacent les relégués: RC Tirlemont et Racing CB.
Hamme, Mol Sport, l'US Tournai et le SRU Verviers descendent en Promotion, d'où sont promus Aarschot, le CS Brainois, le RC Lokeren et Overpelt-Fabriek. Ce dernier devient le 205e club différent à atteindre le 3e niveau national du football belge (le 12e cercle de la Province de Limbourg).